# Самородки
Самородки — посёлок в Барышском районе Ульяновской области. Входит в состав Жадовского городского поселения.

## География
Населённый пункт расположен на реке Самородка в 16 км к юго-западу от города Барыш. Расстояние до Ульяновска — 128 км.

## История

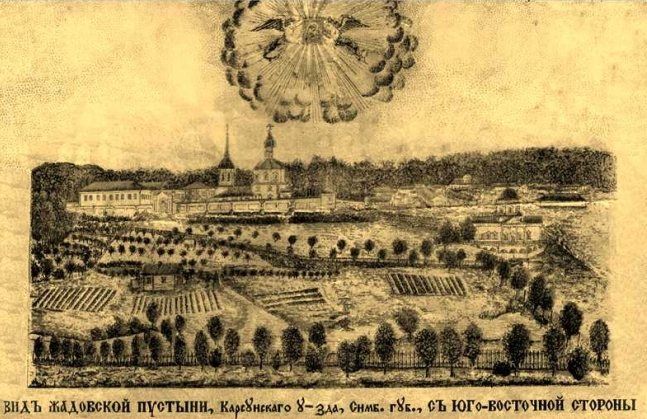
Вид Жадовской Казанской пустыни. Литография XIX в.

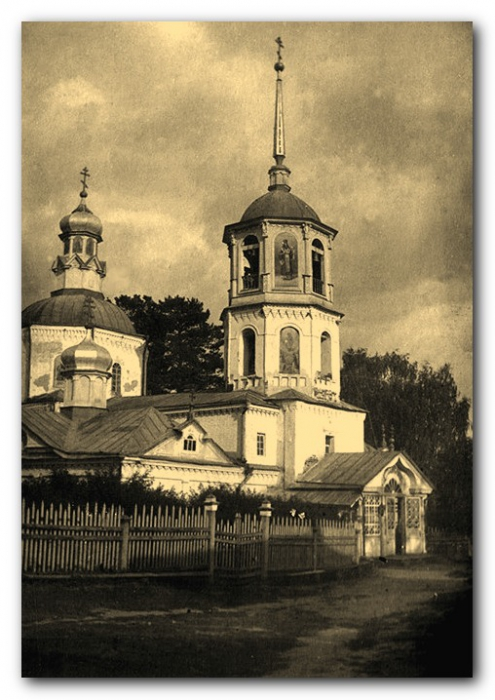
Казанский храм Жадовской пустыни, дореволюционная фотография.

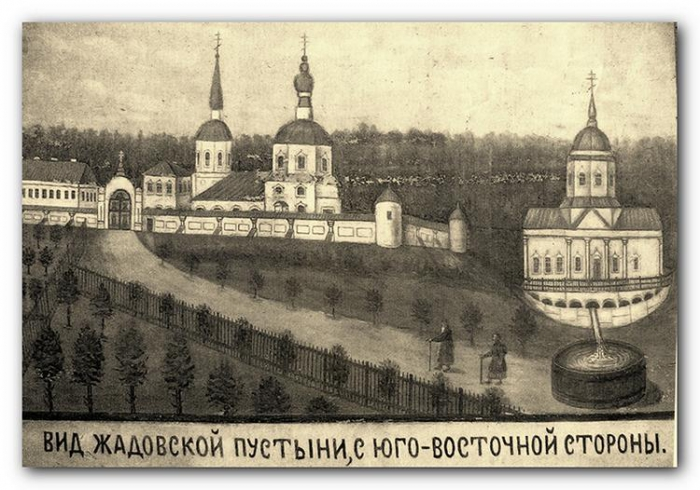
Вид Жадовской пустыни. Литография XIX в.

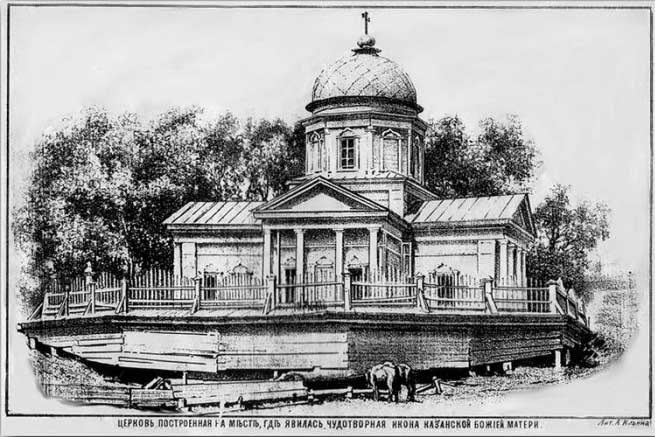
Храм иконы Богородицы Живоносный источник на роднике. Жадовская пустынь.

Основан в 1714 году как Жадовская пустынь (Свято-Богородице-Казанский Жадовский мужской монастырь), по благословению митрополита Казанского Тихона (Воинова) на месте обретения Казанской иконы Божией Матери крестьянином Тихоном на роднике. Тихону, страдавшему «недугом расслабления», во сне явилась Богородица, указала место, где будет явлен Её образ, после обретения он получил исцеление. В 1711 году дворянин Обухов начал строительство храма в честь Казанской иконы Божией Матери на горе возле родника. Первым настоятелем стал игумен Сызранского Вознесенского монастыря Михаил. Храм освящён в 1714 году, этот год принято считать годом основания обители.
В 1739 году дворянин Григорий Афанасьевич Аблязов (прадед писателя А. Н. Радищева), заложил новый каменный храм (двухпрестольный) — освящён в 1748 году (разрушен в 1967 г). В связи с введения штатов, в 1764 году Пустынь была упразднена. К храму был приписан священник и пономарь для богослужения. Указом Синода от 23 января 1846 года Казанский храм причислен к Симбирскому Архиерейскому дому. 6 февраля 1846 года в возобновлён как монастырь.
В 1780 году, при создании Симбирского наместничества, Казанская пустынь вошла в состав Канадейского уезда, «в ней было монахов до 12 человек и игумен. Ныне ж, по упразднении (в 1739 г.), находится во оном каменная церковь, 1-2 деревянных кельи и приходской священник». «В упраздненной Казанской пустынe, по близости села Жадовки, по которой и называется Жадовскою — 4 июня, продолжается 4 дня, народу стекается до 5.000 человек».
С 1796 года Пустынь вошла в Карсунский уезд Симбирской губернии.
В 1859 году, «близ села Жадовка находится Казанско-Богородская пустынь с церковью и часовней. При Пустыни бывает ярмарка», которая входила в 1-й стан Карсунского уезда Симбирской губернии.
На 1897 год в Жадовской Казанско-Богородицкой пустыни (мужской монастырь) в 11 дворах жило: 50 м. п. и 9 ж. п., имелось: две церкви и одна часовня.
В 1913 году в Жадовской Казанско-Богородицкой пустыни (мужской монастырь), в 4 дворах жило 49 муж. и 4 жен., имелось: 2 церкви, часовня и мельница. Экономия Жадовской пустыни, при реке Сар-Барыш, была мельница, при которой в двух дворах жило: 8 мужчин и 3 женщины. В разное время в Жадовской Казанско-Богородицкой пустыни служили: Гавриил Мелекесский; Гермоген (Кузьмин); Филарет (Коньков).
В 1914 году освятили новую деревянную церковь, которая сначала была построена в Жадовском монастыре, но когда здесь возвели кирпичную, то её перевезли в село Новая Измайловка (ныне п. Измайлово).
На 1930 год в Жадовской пустыне в 4 хозяйствах жило 7 человек.
В марте 1930 года монастырь был закрыт Советской властью (по другим сведениям — в 1927 г., некоторое время (до 1929 г.) продолжалась служба в Казанской церкви монастыря). Возрождён в 1996 году.
В советское время здесь был организован совхоз, техникум и магазин, с 1957 года — учебное хозяйство Жадовского сельхозтехникума.
До 1986 года населённый пункт назывался «посёлок учхоза». В 1986 году указом Президиума Верховного совета РСФСР переименован в Самородки.
До 2005 года являлось административным центром ныне упразднённого Самородкинского сельсовета.

## Население
| 2010 |
| ---- |
| 330  |

Население посёлка в 1996 году — 385 человек.

## Достопримечательности
- Родник «Жадовский», святой «Живоносный источник» Казанской Жадовской иконы Божией Матери, поселок Самородки[15];
- Жадовский монастырь (Свято-Богородице-Казанский Жадовский мужской монастырь, Жадовская Пустынь) [16][17][18][19][20][21][22][23][24][25][26][27];
- Памятник воинам, погибшим в ВОВ 1941—1945 гг.[28]

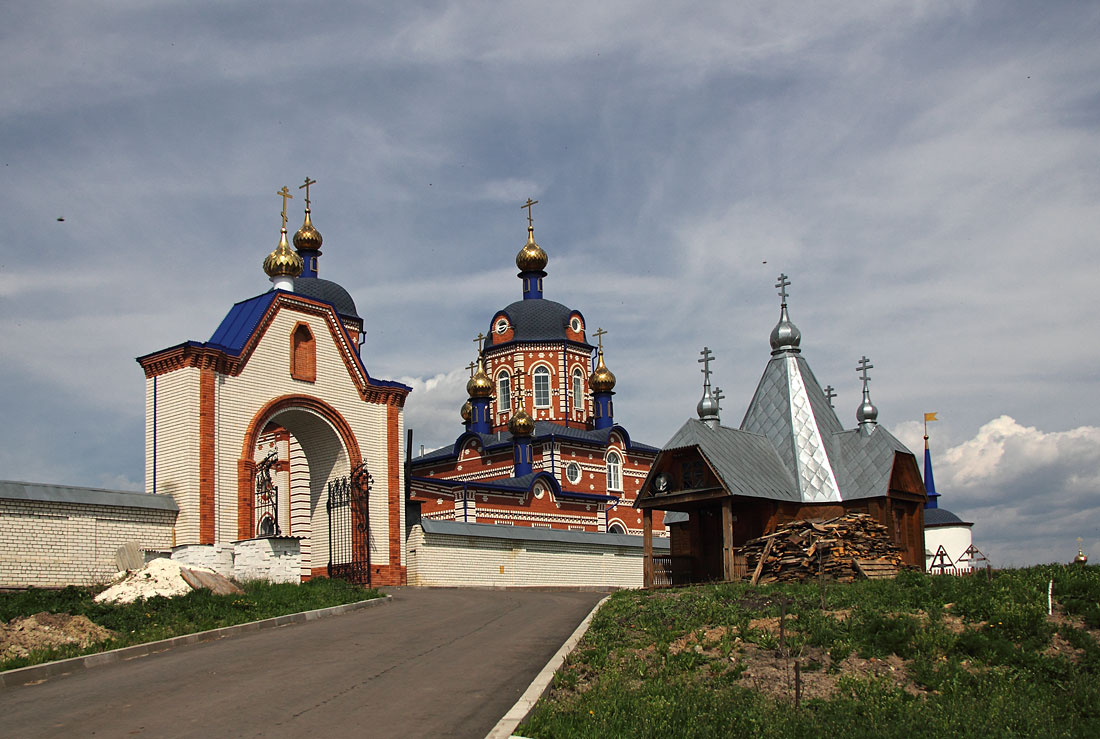
Южные врата и ограда.
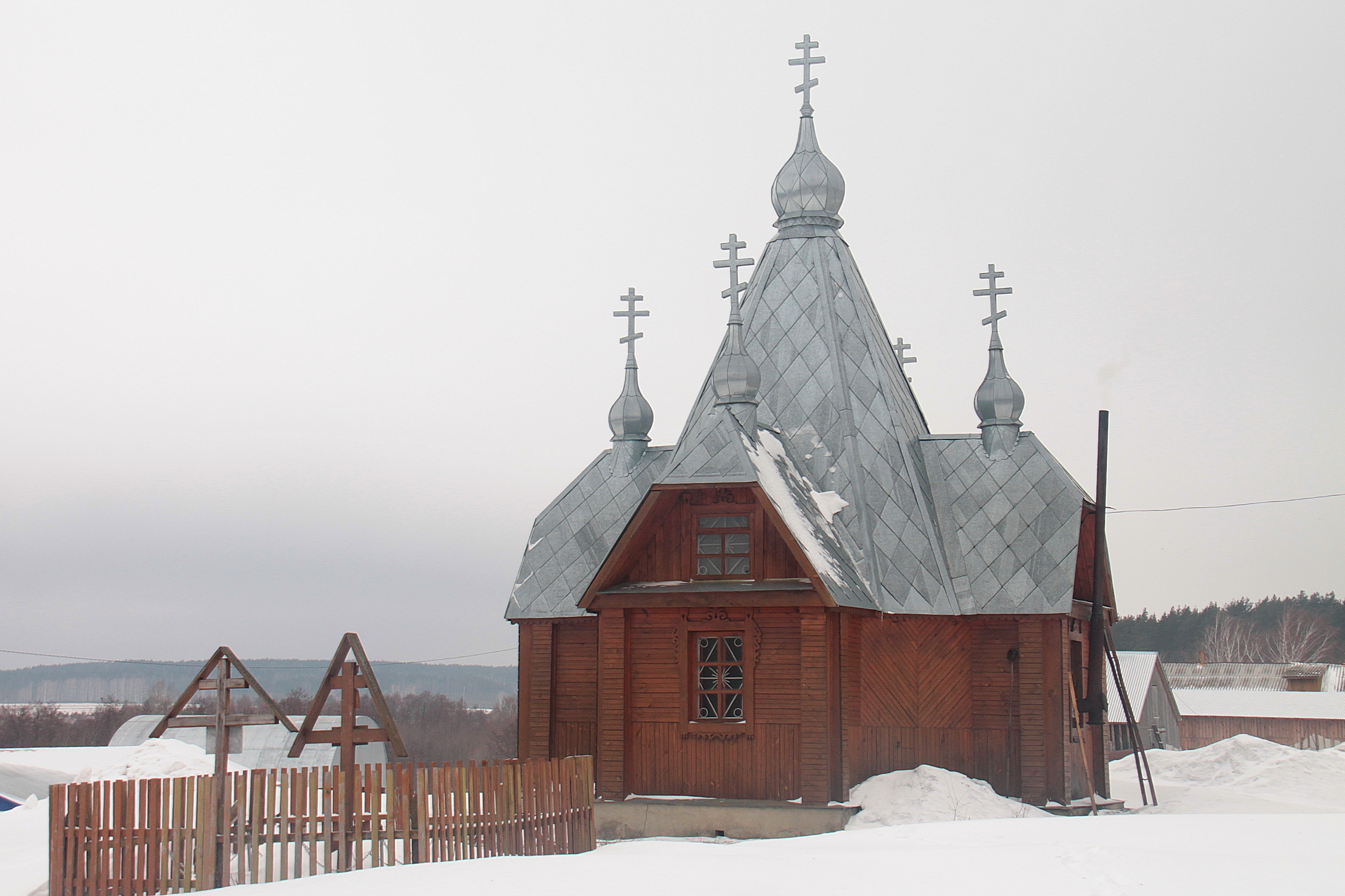
Часовня возле Жадовского мужского монастыря.
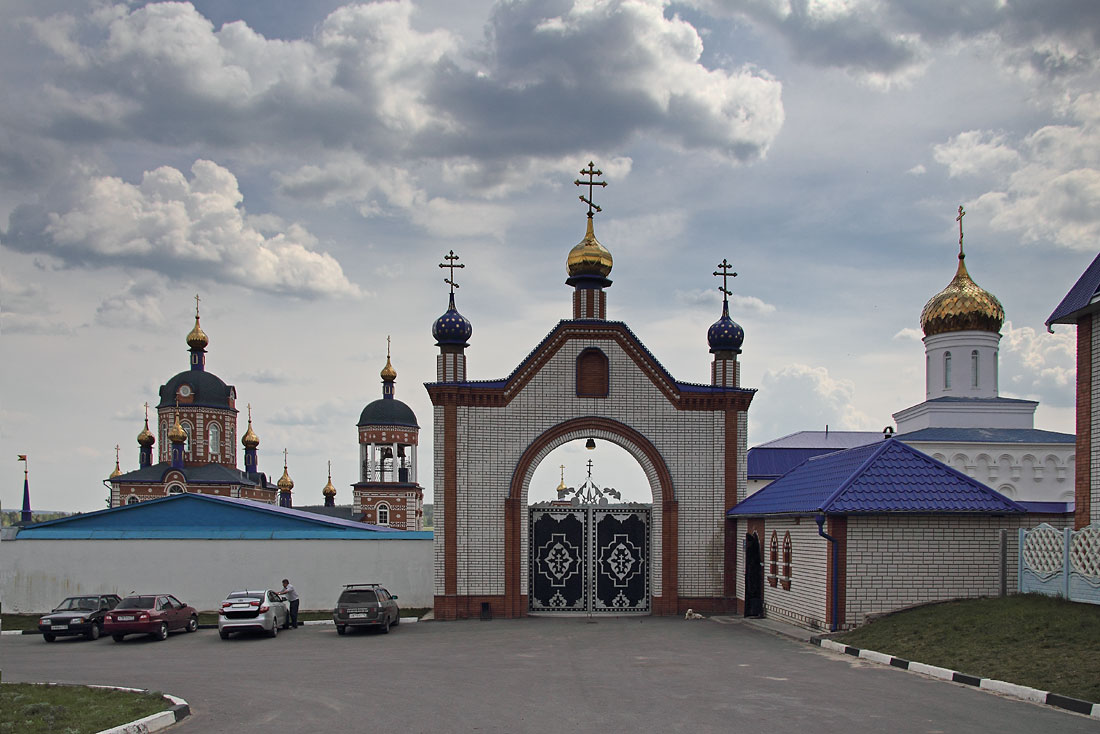
Главные врата пустыни.
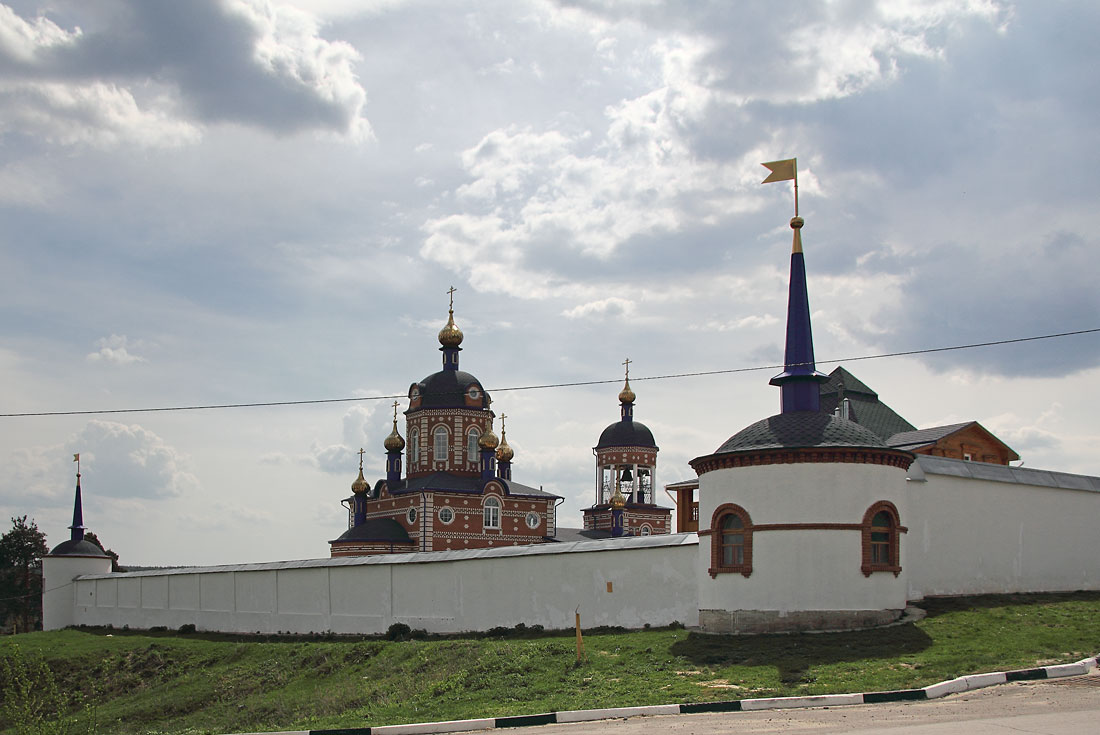
Восточная часть монастыря.
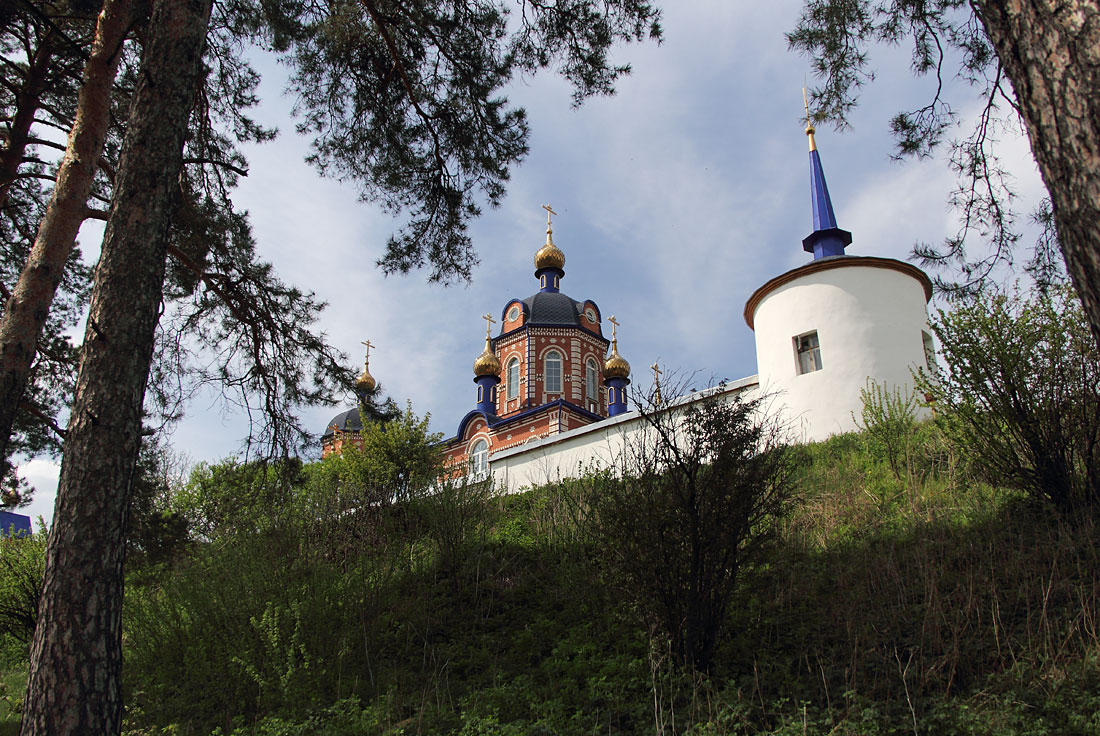
Угловая башня монастыря.
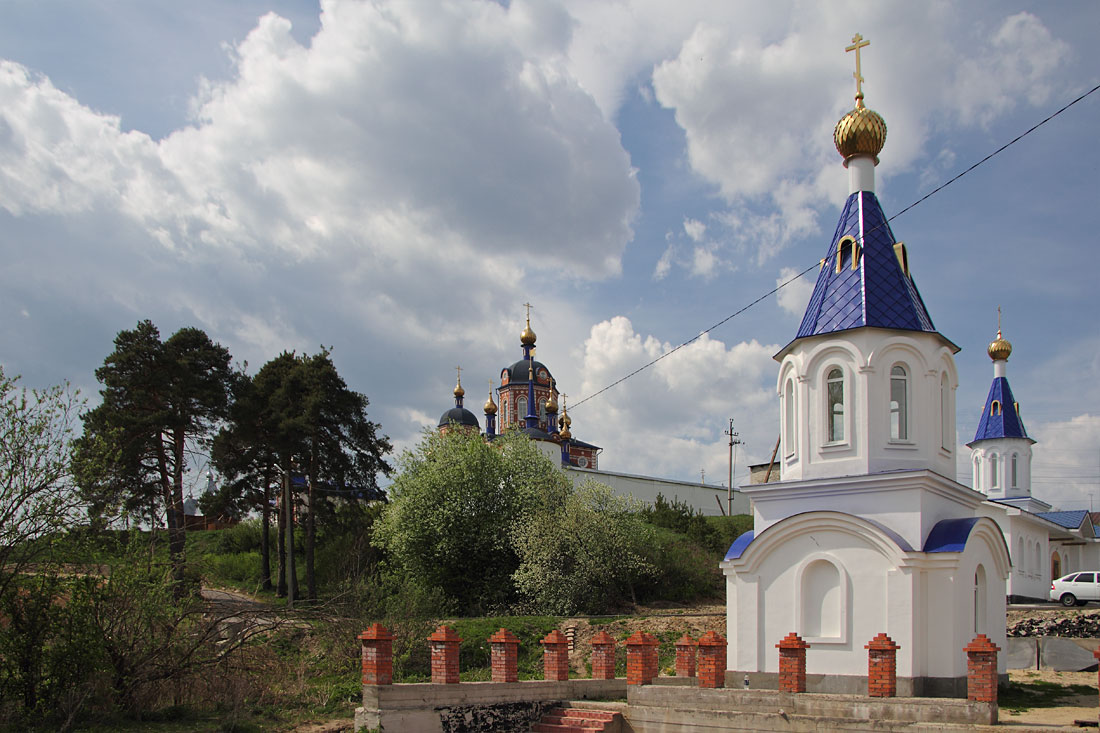
Часовня на святом источнике.
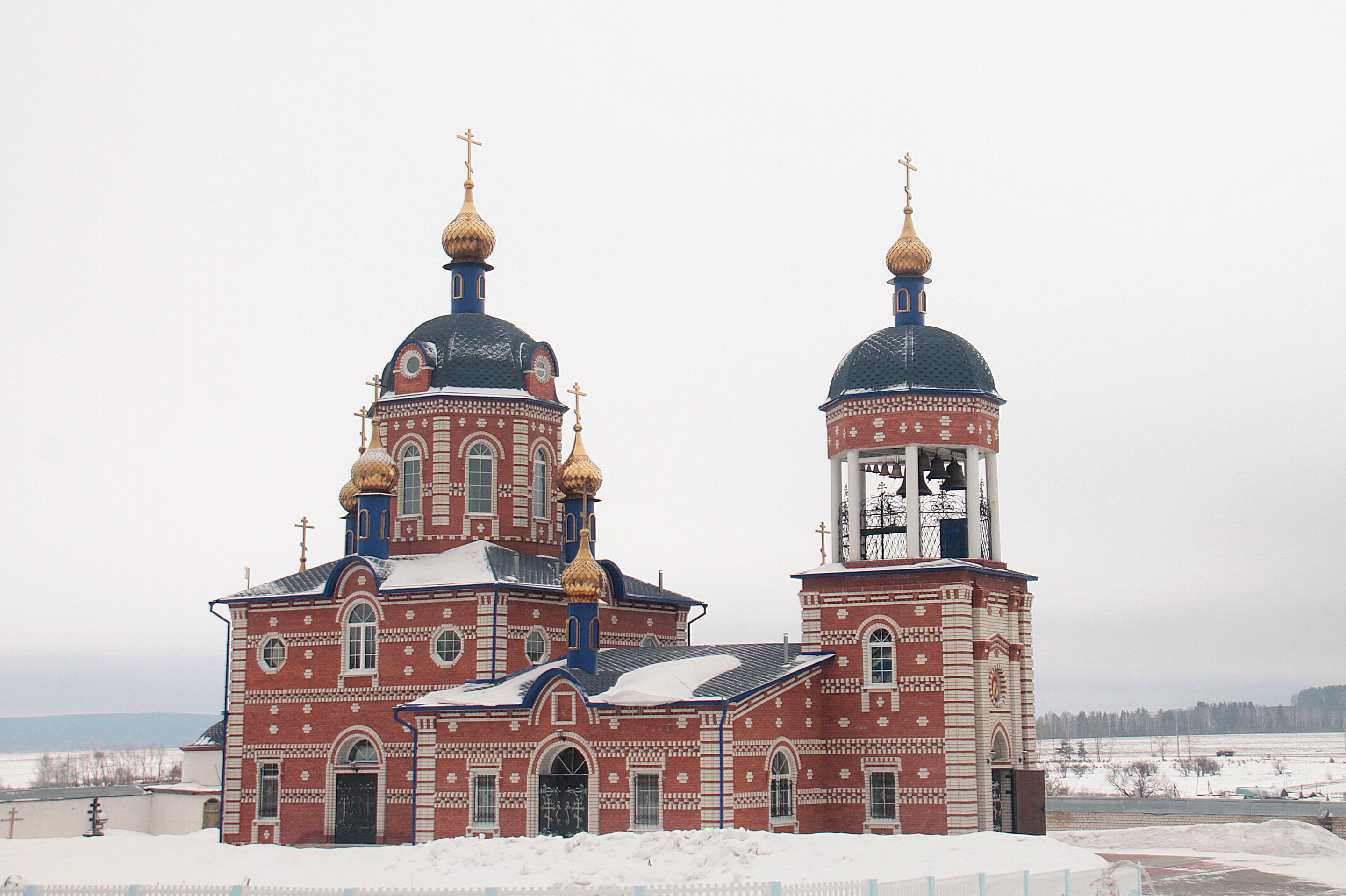
Собор Казанской иконы Божией Матери (2006) Жадовской пустыни: центральная часть, с. Самородки.
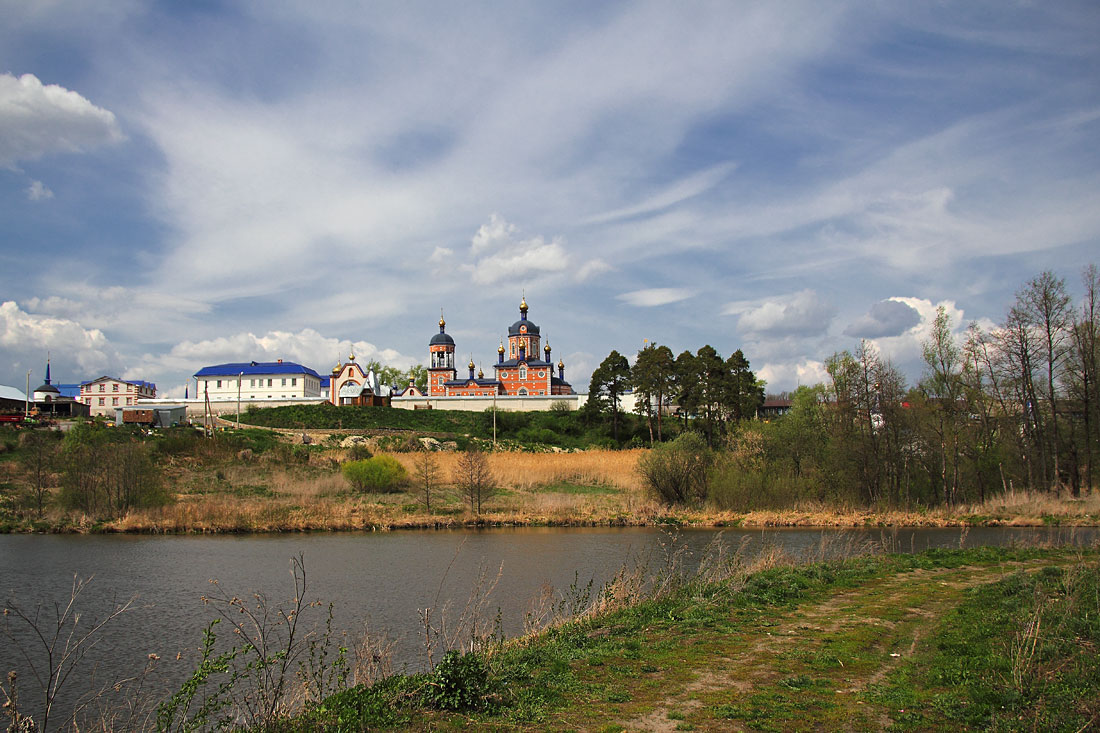
Панорама Жадовской пустыни.